# Antonio Canales González
Antonio Blas Canales González (Cáceres, 3 de febrero de 1885 - Cáceres, 25 de diciembre de  1937) fue un político socialista de Extremadura (España) que llegó a ser alcalde de Cáceres y fue asesinado por los sublevados durante la Guerra Civil.

## Biografía
Antonio Canales era tipógrafo, hermano del que también fue diputado, Juan Canales. Fue uno de los fundadores de la Federación Local de Sociedades Obreras de Cáceres. Dentro de las organizaciones socialistas fue miembro del Comité Nacional, actual Comité Federal, del Partido Socialista Obrero Español (PSOE), presidió la agrupación socialista de Cáceres, participó como delegado en los congresos del PSOE de 1928 y 1931, y también en el de la Unión General de Trabajadores (UGT) de 1927. Perteneció al sector besteirista del socialismo español.
Fue elegido concejal del ayuntamiento en 1917 y se unió al Partido Socialista Obrero Español (PSOE) en 1920, participando en las elecciones generales de dicho año como candidato socialista al Congreso, sin resultar elegido. En las elecciones municipales de 1931, que dieron lugar a la proclamación de la Segunda República, resultó de nuevo elegido para la corporación cacereña en la candidatura de la Conjunción Republicano-Socialista, siendo designado alcalde por sus compañeros, cargo que ocupó hasta su muerte salvo por la interrupción de 1934 a 1936 debida a la represión política durante el bienio radical-cedista como consecuencia de la revolución de 1934, al ser uno de los dirigentes políticos extremeños que denunció los atropellos y el precario estado en el que se encontraban los obreros y jornaleros a merced de patronos y terratenientes. Fue elegido diputado a Cortes en las elecciones generales de 1931 por Cáceres, sin volver a presentarse a elecciones a Cortes durante el resto del periodo republicano.
Al producirse el golpe de Estado que dio lugar a la Guerra Civil en julio de 1936 se encontraba en Cáceres, siendo detenido el 19 de julio junto a unos doscientos vecinos por los sublevados. Fue acusado de tramar un plan para recuperar Cáceres que se encontraba en manos de los sublevados que supuestamente había planeado el alcalde de Cadalso, Máximo Calvo Cano, junto al presidente de la Diputación de Cáceres, Ramón González Cid y otros, siendo juzgado en consejo de guerra sumarísimo en agosto de 1937, y ejecutado junto a 33 cacereños más el día de Navidad del mismo año tras las tapias del cuartel Infanta Isabel de Cáceres.